# Khadijah Haqq McCray
 (février 2023).
La mise en forme du texte ne suit pas les recommandations de Wikipédia : il faut le « wikifier ».
Les points d'amélioration suivants sont les cas les plus fréquents :
- Les titres sont pré-formatés par le logiciel. Ils ne sont ni en capitales, ni en gras.
- Le texte ne doit pas être écrit en capitales (les noms de famille non plus), ni en gras, ni en italique, ni en « petit »…
- Le gras n'est utilisé que pour surligner le titre de l'article dans l'introduction, une seule fois.
- L'italique est rarement utilisé : mots en langue étrangère, titres d'œuvres, noms de bateaux, etc.
- Les citations ne sont pas en italique mais en corps de texte normal. Elles sont entourées par des guillemets français : « et ».
- Les listes à puces sont à éviter, des paragraphes rédigés étant largement préférés. Les tableaux sont à réserver à la présentation de données structurées (résultats, etc.).
- Les appels de note de bas de page (petits chiffres en exposant, introduits par l'outil «  Source ») sont à placer entre la fin de phrase et le point final[comme ça].
- Les liens internes (vers d'autres articles de Wikipédia) sont à choisir avec parcimonie. Créez des liens vers des articles approfondissant le sujet. Les termes génériques sans rapport avec le sujet sont à éviter, ainsi que les répétitions de liens vers un même terme.
- Les liens externes sont à placer uniquement dans une section « Liens externes », à la fin de l'article. Ces liens sont à choisir avec parcimonie suivant les règles définies. Si un lien sert de source à l'article, son insertion dans le texte est à faire par les notes de bas de page.
- La présentation des références doit suivre les conventions bibliographiques. Il est recommandé d'utiliser les modèles {{Ouvrage}}, {{Chapitre}}, {{Article}}, {{Lien web}} et/ou {{Bibliographie}}. Le mode d'édition visuel peut mettre en forme automatiquement les références.
- Insérer une infobox (cadre d'informations à droite) n'est pas obligatoire pour parachever la mise en page.

Pour une aide détaillée, merci de consulter Aide:Wikification.
Si vous pensez que ces points ont été résolus, vous pouvez retirer ce bandeau et améliorer la mise en forme d'un autre article.
Khadijah Haqq McCray,, née Khadijah Haqq, le 10 mars 1983 à Los Angeles, Californie est une actrice américaine et une personnalité de la télévision américaine. Elle a une sœur jumelle Malika Haqq. Elle a participé à l'émission L'Incroyable Famille Kardashian et Dash Dolls.

## Biographie

### Jeunesse
Khadijah Haqq, est né à Los Angeles, Californie, USA sous le nom de Khadijah Shaye Haqq. Elle est une actrice, connue pour L'école fantastique (2005), ATL (2006) et Happy Feet (2006). Elle est mariée à Bobby McCray depuis le 19 juillet 2010. Ils ont deux enfants. Elle a joué dans le film L'École fantastique avec sa sœur jumelle Malika Haqq dans le rôle de Penny

### Carrière
Haqq est une actrice américaine qui a joué aux côtés de sa sœur jumelle  Malika, dans plusieurs films. Elle a eu des rôles de Penny dans Sky High, de Veda dans ATL et de Mindy à School for Scoundrels. En 2015, elle a commencé à jouer dans la série télé-réalité Dash Dolls

## Vie privée
Khadijah a été marié une fois au joueur de football américain Bobby McCray et ensemble ils ont un fils, Christian McCray né en 2010.

## Filmographie

### Films
- L'École fantastique : Penny
- ATL : Veda
- 20 years after : Delinda
- 2023 : You People de Kenya Barris (en)

### Télévision
- Shanna Show[9]
- Dash Dolls[10]
- L'Incroyable Famille Kardashian